# قصر المقابل
قصر ابن ثلاب هو قصرٌ تاريخيٌّ يقع في حي الديرة وسط محافظة السليل، وتحيط به المباني التراثية الطينية والأراضي الزراعية.

## البناء
يعبر القصر معلماً تراثياً هاماً في المدينة على المستوى العمراني وفي ذاكرة أهالي المنطقة، ويتخذ المبنى الشكل المضلع غير المنتظم وتبلغ مساحته 3655م تقريباً، وهو مكون من دور واحد ويحتوي على عدد من الغرف والمجالس والأفنية الداخلية، وتتخذ غرفه الشكل المستطيل بنوافذ مستطيلة ضيقة ومرتفعة لها أعتاب من جذوع الأشجار، ويضم القصر جميع عناصر البيت التقليدي من مجلس رجال أو القهوة، وغرف العائلة والنوم والموقد والحوش والمخازن والخدمات، ويأتي تصميمه متماشياً مع الظروف المناخية الصحراوية، حيث الانفتاح الداخلي واستخدام مواد البناء المحلية المحضرة من البيئة الطبيعية للمنطقة، واستخدم في بنائه الطين الممزوج بالتبن على قواعد من الحجر في بناء الجدران ذات سماكة كبيرة نسبياً، كما ان السقف شيد من جذوع أشجار الأثل مع طبقة من جريد وسعف النخيل والطين لمنع تسرف مياه الأمطار، ويخلو القصر من أية عناصر دفاعية أو حربية، وهذا يدل على قدرة الأمن التي أصبحت تتمتع بها المنطقة بعد توحيد المملكة على يد الملك عبدالعزيز، كما أن القصر يتسم بالبساطة ويكاد يخلو من العناصر الزخرفية والفنية.

### أهم المكونات
- أساسات من الحجر.
- الاسقف الخشبية مصنوعة من الأثل المغطى بسعف النخيل وطبقة خليط من الطين والتبن
- الحوائط مبنية بطريقة المداميك
- المباني مغطاة بطبقة من اللياسة الخارجية خليط من الطين والتبن.
- فتحات الشبابيك مستطيلة الشكل.
- الأبواب مصنوعة من الخشب